# Lyncodon patagonicus
Il lincodonte della Patagonia (Lyncodon patagonicus (de Blainville, 1842)) è un carnivoro della famiglia dei Mustelidi (Mustelidae) originario del Sudamerica.

## Descrizione
Il lincodonte della Patagonia è simile ai grigioni nell'aspetto, ma è più piccolo e ha una diversa formula dentaria. La pelliccia è di colore grigiastro nella parte superiore; la gola, l'addome e le zampe sono marrone scuro o nere. Una striscia bianca o giallastra va dalla testa a entrambe le spalle. Il corpo è allungato, le zampe e la coda sono relativamente corte. Presenta una lunghezza testa-corpo di 30-35 centimetri, una lunghezza della coda di 6-9 centimetri e un peso medio di 225 grammi.

## Distribuzione e habitat
Come suggerisce il nome, il lincodonte è originario della Patagonia ed è presente nell'Argentina meridionale e occidentale e nel Cile meridionale. Il suo habitat sono le praterie della pampa.

## Biologia
Poco si sa delle abitudini dei lincodonti; sono attivi probabilmente al crepuscolo o di notte. Dalla dentatura si deduce che sono carnivori in misura maggiore rispetto ad altri rappresentanti dei Mustelidi: il loro menu è verosimilmente costituito principalmente da piccoli roditori come tuco-tuco e cavie nane, dei quali spesso invadono le tane.

## Rapporti con l'uomo
I lincodonti della Patagonia a volte vengono tenuti nelle fattorie per catturare i ratti.

## Conservazione
Sebbene in Cile i lincodonti siano considerati rari, la IUCN li classifica come «specie a rischio minimo» (Least Concern). Tuttavia, questi animali sono così elusivi che risulta difficile valutarne lo stato di conservazione: dopo essere stati inseriti inizialmente nella Lista Rossa delle specie minacciate nel 1996 come «specie a rischio minimo», nel 2008 gli specialisti hanno preferito includerli nella lista delle specie scarsamente conosciute (Data Deficient): solo nel 2016 sono stati nuovamente inseriti nella categoria cui vengono ascritti tuttora.